# San Ludovico di Tolosa (Piero della Francesca)
San Ludovico di Tolosa è un affresco staccato (123x90 cm) di Piero della Francesca, datato al 1460 e conservato oggi nel Museo Civico di Sansepolcro.

## Storia
L'opera proviene dall'antico Palazzo Pretorio di Sansepolcro ed è solo parzialmente conservata. Venne staccata nella seconda metà del XIX secolo e da allora conservata nel Museo Civico.
Fino allo stacco esisteva un'iscrizione latina che ricordava il nome del committente, Ludovico Acciaioli, e la data 1460, in occasione del ripristino nel borgo della carica di Gonfaloniere di Giustizia.
Il cattivo stato di conservazione ha talvolta fatto propendere per attribuzioni alla cerchia di Piero, come Roberto Longhi che indicò il nome di Lorentino d'Arezzo, ma i recenti restauri del 1998 hanno permesso di riscoprire le qualità nella resa volumetrica e nella stesura del colore che hanno fatto propendere per l'autografia del maestro.

## Descrizione e stile
San Ludovico di Tolosa è rappresentato tradizionalmente con fattezze giovanili e con il pesante piviale vescovile sopra il saio francescano, con modi che dimostrano una certa conoscenza dell'analoga scultura di San Ludovico di Donatello.
Il pivale è decorato lungo il bordo da figure di santi ricamate, che ricordano l'analoga decorazione della veste del Sant'Agostino di Lisbona. In testa il santo indossa una mitria bianca con fregi dorati e impugna nella mano destra un pastorale, mentre nella sinistra ha un libro. La figura è volta leggermente verso destra e guarda vagamente fuori dal dipinto.
Alcune soluzioni prospettiche fanno pensare a una visione ottimizzata dal basso, facendo ipotizzare una collocazione originale rialzata.